# Francesc Xavier Butinya Hospital

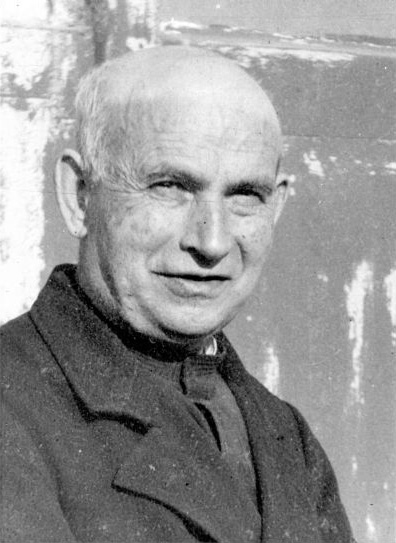
Francesc Xavier Butinya Hospital

Francesc Xavier Butinya Hospital (ur. 16 kwietnia 1834 w Banyoles; zm. 18 grudnia 1899 w Tarragonie) – hiszpański Sługa Boży Kościoła katolickiego.

## Życiorys
Jego ojciec był właścicielem fabryki. W dniu 29 lipca 1866 roku otrzymał święcenia kapłańskie. Był nauczycielem i pisarzem. W dniu 10 stycznia 1874 roku założył zgromadzenie Pracowników Świętego Józefa. Zmarł 18 grudnia 1899 roku w opinii świętości. Jego szczątki spoczywają w krypcie w domu macierzystego zgromadzenia Sióstr Świętego Józefa Girona. W 2011 rozpoczął się jego proces kanonizacyjny.